# Laura Kluge
Laura Kluge (* 6. November 1996 in Berlin) ist eine deutsche Eishockeyspielerin, die seit Februar 2025 bei den Toronto Sceptres in der Professional Women’s Hockey League (PWHL) spielt. Zudem ist sie seit 2015 ununterbrochen Mitglied der deutschen Frauen-Nationalmannschaft und nahm mehrfach an Weltmeisterschaften teil.

## Karriere
Laura Kluge begann ihre Karriere im Alter von sechs Jahren bei den Eisbären Juniors Berlin und besuchte als Schülerin das Schul- und Leistungssportzentrum Berlin. Sie gehörte zu den ersten Mädchen bei den Eisbären überhaupt.
Ab 2009 spielte sie für die Eisladies des OSC Berlin in der Fraueneishockey-Bundesliga und gewann mit diesen den DEB-Pokal der Frauen 2011 und 2014. Darüber hinaus wurde sie 2011 und 2014 jeweils deutsche Vizemeisterin mit den Eisladies. 2016 entschloss sie sich zu einem Wechsel und spielte für den Linköpings HC in der Svenska damhockeyligan und erreichte mit der Frauenmannschaft des LHC das Playoff-Halbfinale.
Ab 2017 studierte Laura Kluge an der St. Cloud State University Betriebswirtschaftslehre und spielte parallel für das Eishockeyteam der Universität, die SCSU Huskies, in der Western Collegiate Hockey Association. Mit 17 Assists und 24 Scorerpunkte war sie in der Saison 2017/18 teamintern beste Scorerin und beste Vorlagengeberin. Im Laufe der Saison 2020/21 beendete Kluge ihr Studium in den USA und kehrte nach Deutschland zurück, wo sie erneut für die Eisbären Juniors Berlin auflief.
Im Juni 2021 wechselte sie innerhalb der Bundesliga zum ECDC Memmingen. Mit dem ECDC wurde sie 2022 deutsche Vizemeisterin und gewann 2023 den EWHL Super Cup. Zudem wurde sie in den Jahren 2023 und 2024 jeweils deutsche Meisterin mit Memmingen und in beiden Meisterjahren als Play-off-MVP ausgezeichnet. Insgesamt erzielte sie 32 Tore und 53 Vorlagen in 50 Bundesliga-Spielen für den ECDC, ehe sie sich im Sommer 2024 für eine Rückkehr zu den Eisbären Juniors entschied. Zudem nahm sie im Spätsommer 2024 am Trainingslager der Toronto Sceptres teil, spielte aber zunächst für die Eisbären Juniors. Nach der erfolgreichen Qualifikation für die Olympischen Winterspiele in Italien 2026 wechselte sie im Februar 2025 zu den Sceptres in die Professional Women’s Hockey League.

## Erfolge und Auszeichnungen
- 2011 Gewinn des DEB-Pokals mit dem OSC Berlin
- 2011 Deutscher Vizemeister mit dem OSC Berlin
- 2014 Gewinn des DEB-Pokals mit dem OSC Berlin
- 2014 Deutscher Vizemeister mit dem OSC Berlin
- 2016 Aufstieg in die Top-Division bei der Weltmeisterschaft der Div. IA
- 2016 Topscorerin, beste Torschützin und beste Stürmerin der Weltmeisterschaft der Div. IA[8]
- 2023 Deutscher Meister mit dem ECDC Memmingen
- 2023 Playoff-MVP der Frauenbundesliga
- 2023 Gewinn des EWHL Super Cups mit dem ECDC Memmingen
- 2024 Deutscher Meister mit dem ECDC Memmingen
- 2024 Playoff-MVP der Frauenbundesliga

## Karrierestatistik
(Legende zur Spielerstatistik: Sp oder GP = absolvierte Spiele; T oder G = erzielte Tore; V oder A = erzielte Assists; Pkt oder Pts = erzielte Scorerpunkte; SM oder PIM = erhaltene Strafminuten; +/− = Plus/Minus-Bilanz; PP = erzielte Überzahltore; SH = erzielte Unterzahltore; GW = erzielte Siegtore; 1 Play-downs/Relegation; Kursiv: Statistik nicht vollständig)